# El Abiodh Sidi Xeic
El Abiodh Sidi Xeic és un municipi de la wilaya d'El Bayadh d'Algèria, situat als contraforts del Sàhara.
És el centre de la gran tribu dels Ouled Sidi Xeic i alberga el Mausoleu de Sidi Xeic, que és objecte d'un important pelegrinatge anual. És el segon municipi més poblat de la província (wilaya).

## Geografia

### Situació
El territori del municipi d'El Abiodh Sidi Xeic es troba al sud de la Província d'El Bayadh, a 130 km al sud-oest del municipi homònim.

### Localitats del municipi
El municipi d'El Abiodh Sidi Xeic està formada per tretze pobles:
- Ouled Sidi Xeic
- Ouled Sidi el Hadj Bahous
- Ouled Sidi el Hadj Ben Xeic
- Ouled Abd Krim (El Krarma)
- Djeramna
- El Abiodh Sidi Xeic
- Nouaoura
- Ouled Aïssa
- Ouled Amara
- Ouled Moulay el chourfa
- Ouled Sid Hadj Ahmed
- Ouled Sidi Brahim
- Ouled Sidi M'Hamed
- Ouled Ziad

### Clima
El clima d'El Abiodh Sidi Xeic és de desert fred. La classificació climàtica de Köppen és de clima àrid. La temperatura mitjana és de 17,7°C i la precipitació mitjana anual no supera els 150 mm.

## Història

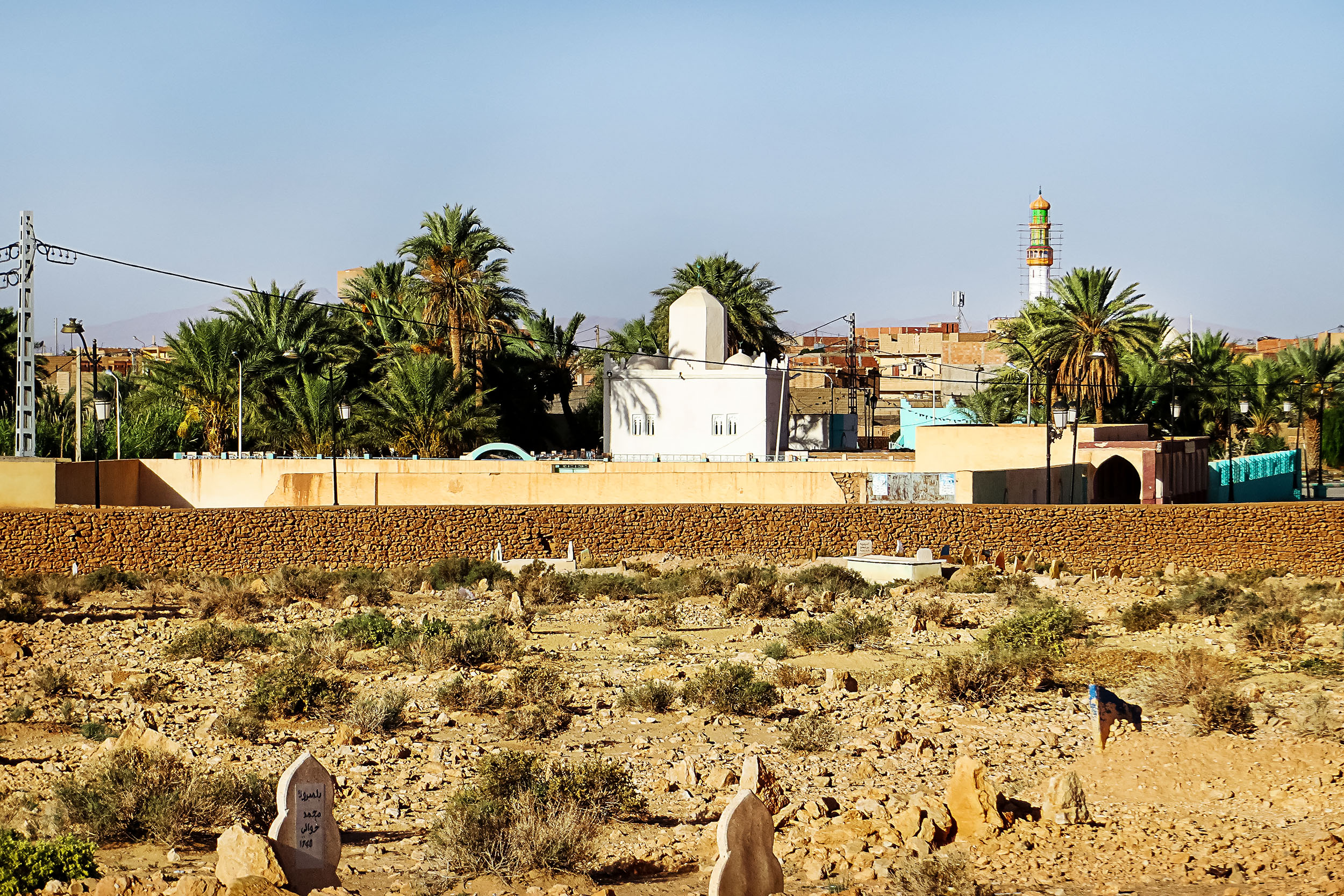
Cementeri de Labiodh Sidi Xeic

L'origen de la ciutat està lligada a una zàuiya, orientada al Sàhara. És el centre de la gran tribu dels Ouled Sidi Xeic, que van encapçalar insurreccions el 1863 i el 1881 contra l'exèrcit colonial francés.
Al segle XX, esdevingué un punt important d'assentament per a nòmades. La motorització accelerada gràcies a l'ajut estatal permeté mantenir campaments en pastures, però accelerà la sedentarització a les ciutats.

## Administració
El Abiodh Sidi Xeic fou un municipi plenament funcional el 12 de desembre del 1958. Després de la independència del govern colonial francés, primer l'adscrigueren a la wilaya de Saïda i després a la d'El Bayadh.
El 2019, el govern algerià anuncià la creació de la <i>wilaya</i> delegada d'El Abiodh Sidi Xeic.

## Planificació urbana

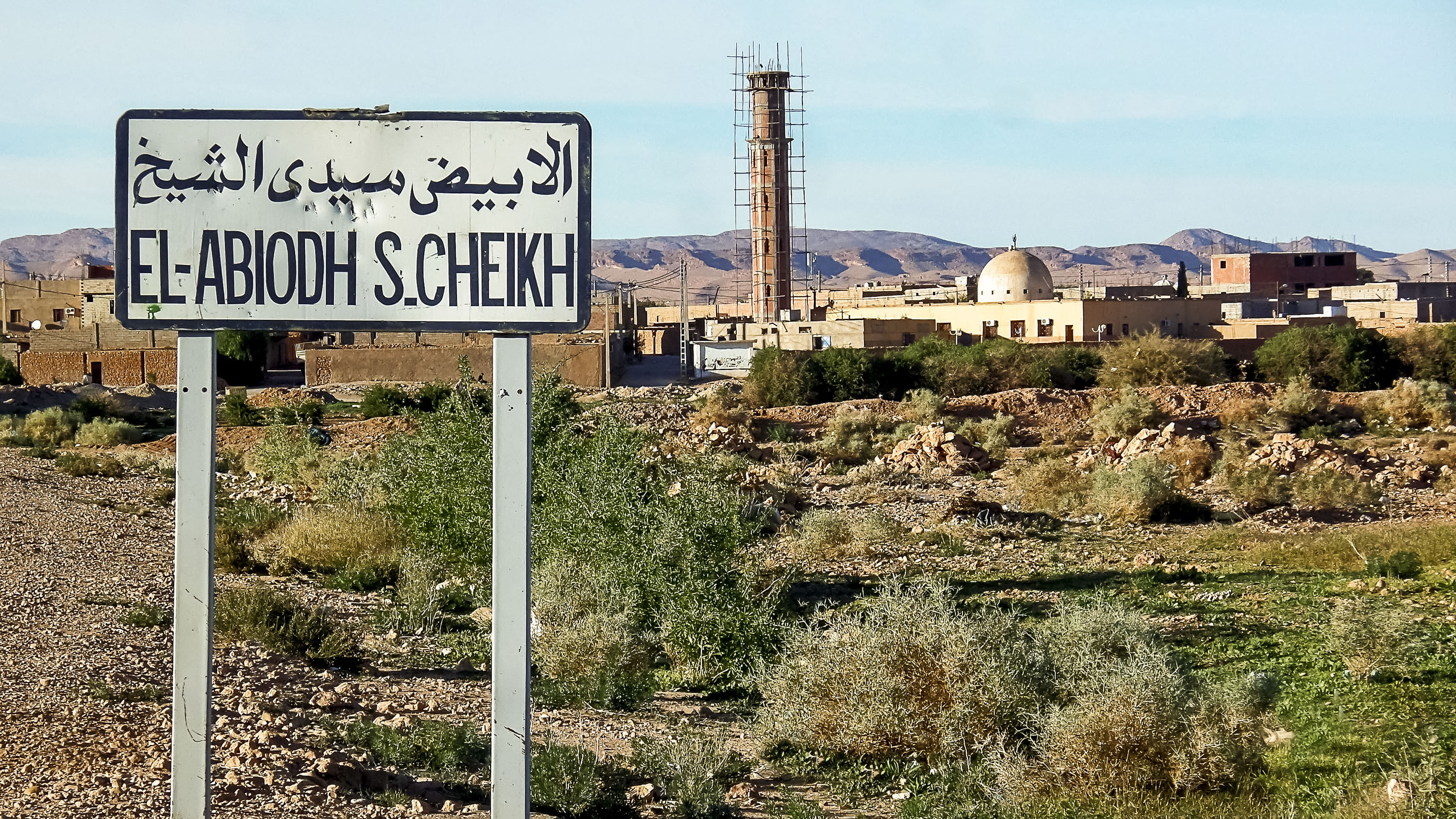
Vista dels voltants de la ciutat

La ciutat està fragmentada: a més del doble ksar, s'hi han afegit districtes nòmades, i s'hi agrupen segons les fraccions ètniques originàries; i nous districtes nascuts dels programes de desenvolupament de l'estat algerià, habitats sobretot per funcionaris i gent vinguda del nord per a supervisar la nova administració autòctona. Els conreus de regadiu han crescut al voltant de la ciutat per fer front a aquesta afluència.

## Demografia
Segons el cens de població i habitatge del 2008, la població del municipi d'El Abiodh Sidi Xeic es calcula en 24.949 habitants, la ciutat principal en té 24.949. És el segon municipi més poblat de la <i>wilaya</i> d'El Bayadh.

La ciutat va patir un èxode rural important arran de l'assentament de nòmades, sota l'efecte de la sequera. La població tenia 2.400 habitants el 1962:
| 1962  | 1985   | 1998   | 2008   |
| ----- | ------ | ------ | ------ |
| 2.400 | 12.000 | 20.675 | 24.949 |

## Patrimoni i cultura

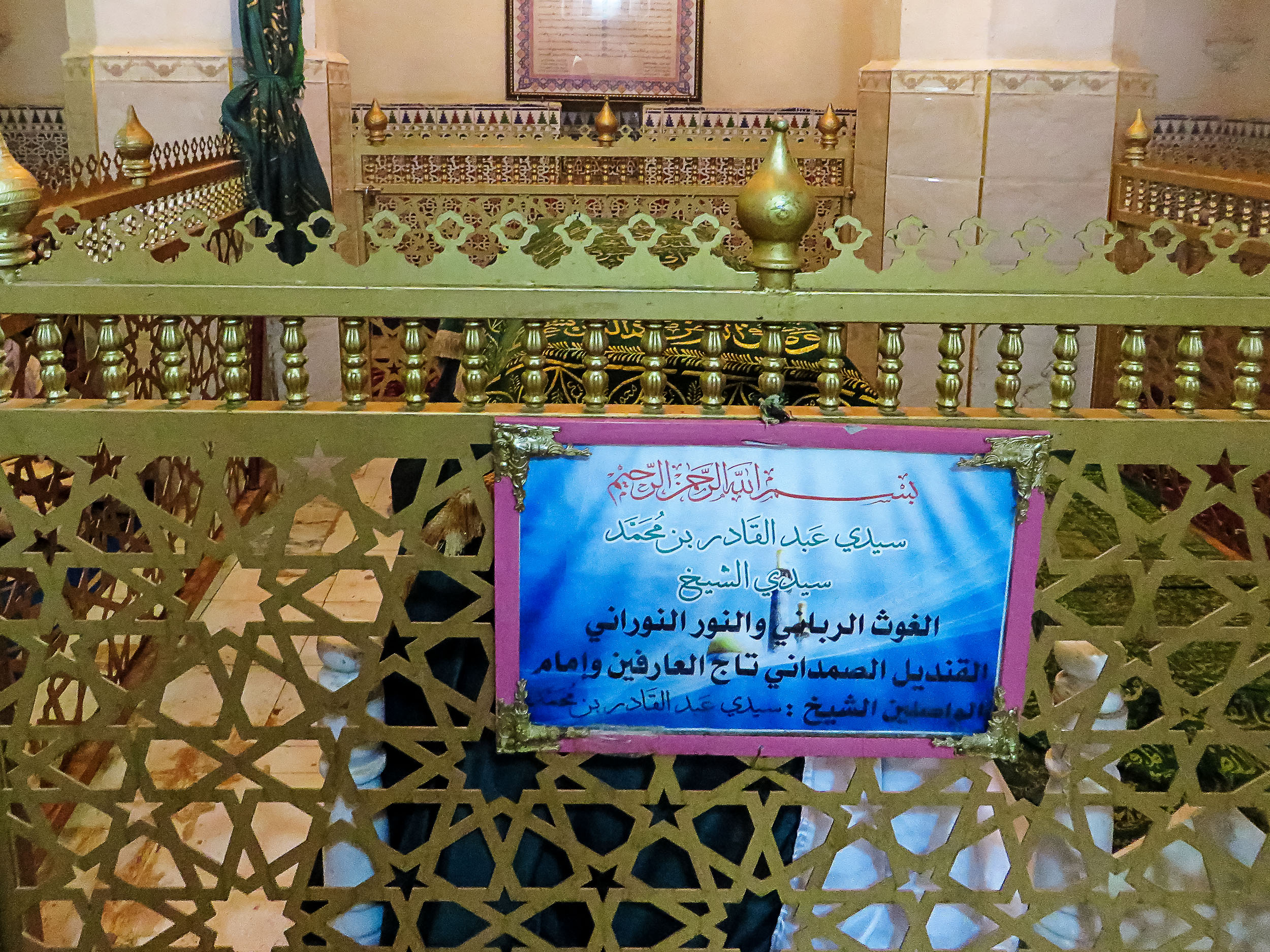
Tomba de Sidi Xeic

La ciutat organitza una waâda (mussim) anual (una mena de pelegrinatge) anomenada Rekb Sidi Xeic pels habitants de la zona, que celebra el patrimoni espiritual de la figura sagrada de la regió, Sidi Xeic. Aquest pelegrinatge s'ha classificat com a Patrimoni mundial immaterial protegit per la UNESCO des del 2013.
El Mausoleu de Sidi Xeic i la capella catòlica estan classificats com a Patrimoni cultural d'Algèria.

## Personalitat vinculada al municipi
- Abd el-Qader Ben Mohammed en va dir "Sidi Xeic, una figura sagrada del segle xvii, figura espiritual de la regió".[9]